# Izborni knez
Izborni knezovi (njem. Kurfürst; – jednina; Kurfürsten – množina), bili su članovi izbornog tijela – elektorata, koje je imalo za zadatak birati careve Svetog Rimskog Carstva. Njihove osnovne funkcije i prvi knezovi izbornici bili su određeni Zlatnom bulom koju je izdao Karlo IV 1356. godine.

## Opći pregled
Tijekom i poslije 15. stoljeća, carevi Svetog Rimskog Carstva birani su gotovo isključivo između pripadnika dinastije Habsburg, uglavnom jednog od habsburških nadvojvoda koji su obično bili stariji sinovi preminulih vladara, s vremenom pretvorivši formalno izbornu monarhiju u ono što je u stvari bila nasljedna monarhija.
Formalno su uvijek birali kralja Rimljana, koji je krunjen u Njemačkoj, a koji je postajao car Svetog Rimskog Carstva tek kad bi ga okrunio papa. Karlo V je bio posljednji okrunjeni car - svi carevi poslije njega su bili samo izabrani carevi (njem. erwählter Römischer Kaiser; lat. electus Romanorum imperator).
Tijekom većeg dijela povijesti Svetog Rimskog Carstva (barem do 13. stoljeća) bilo je sedam kneževa izbornika: 3 duhovna i 4 svjetovna.
Crkveni izbornici su bili:
- nadbiskup Mainza
- nadbiskup Triera
- nadbiskup Kölna

Svjetovni izbornici bila su 4 vladara:
- kralj Češke
- grof palatin rajnski (knez falački)
- vojvoda Saske
- markgrof Brandenburga (ova tri posljednja su također poznati i kao knez-izbornik Falački, izbornik Saski i izbornik Brandenburški).

Drugi izbornici su dodati u 16. stoljeću i uključuju vojvodu Bavarskog (koji se zvao izbornik iz Bavarske, i zamjenjivao je falačkog kneza koji je bio iz iste dinastije, ali je privremeno izgubio titulu tijekom Tridesetogodišnjeg rata), i vojvoda od Braunschweig-Lüneburga (knez Hanovera). Na početku 19. stoljeća stvoreno je još izbornika koji nikad nisu stigli vršiti dužnost jer je 1806. godine Napoleon dokinuo njihovu funkciju ukinućem Svetog Rimskog Carstva.